# Рундек, Дарко
Дарко Рундек (хорв. Darko Rundek) — хорватский рок-музыкант, певец, поэт и актёр. Его музыкальная карьера началась в ранние 80-е годы в качестве лидера группы Haustor. С 1991 года живёт во Франции. За сольную карьеру в сотрудничестве с музыкантами из разных стран записал пять альбомов: Apokalipso, U širokom svijetu, Ruke, MHM A-HA OH YEAH DA-DA и Plavi avion.

## Haustor
Haustor был основан в 1979 году Срджаном Сахером (бас) и Дарко Рундеком (гитара, вокал) с ударником Зораном Перишичем и гитаристом Озреном Штигличем. Дамир Прица (саксофон), Никола Сантро (тромбон) и Зоран Вулетич (клавишные) дополнили первоначальный состав группы. Группа, на которую заметное влияние оказали регги, латиноамериканская и африканская музыка, находилась на вершине музыкальной сцены бывшей Югославии, неоднократно собирая многотысячную публику на свои концерты.
Группа в 80-е выпустила четыре студийных альбома: Haustor в 1981-м, Treći Svijet в 1984-м, Bolero в 1985-м и Tajni Grad в 1988-м; три сингла: «Moja prva ljubav» в 1980-м, «Zima» в 1981-м и «Radio» в 1982-м. Концертный альбом Ulje je na vodi был записан в 1982-м и увидел свет в 1995-м, также и 81-'88 (The best of) был выпущен в 1995-м.

## Сольная карьера
Дарко Рундек начал свою сольную карьеру в 1995 году с хорватского музыкального фестиваля «Fiju Briju» перед публикой в 10 000 человек, на котором представил новый музыкальный материал, предназначенный для последующих гастролей по Хорватии.
При значительной поддержке со стороны записывающего лейбла Jabukaton, альбом Apokalipso был записан в 1997-м со множеством музыкальных инструментов и исполнителей. Стилистически альбом получился весьма пестрым, иронично и поэтично обозревающим посткоммунистическую эпоху. Apokalipso стал музыкальным событием 1997 года в Хорватии. Он получил 5 наград Porin (песня года, хит года, лучший мужской исполнитель, лучший видеоклип, лучшее вокальное сотрудничество) и 4 награды Black Cat (песня года для Apokalipso, лучший рок-певец, лучшее рок-сотрудничество, лучший видеоклип).
Альбом U širokom svijetu больше тяготел к фольклорному влиянию. Мандолина, волынки и свирели придали эклектики стилю песен. В целом звук альбома был более акустическим, атмосфера более интимной и направленной вглубь. Записавший альбом коллектив, став стабильнее по составу, провел ряд турне по Хорватии и странам бывшей Югославии.
Альбом Ruke вырос из стремления подобрать идеи для сотрудничества с остальными музыкантами посредством широкой импровизации. Изабель, Джани Перван, Душан Вранич и Ведран Петернел начали работу над новыми песнями Дарко Рундека. Принадлежащая Изабель мельница во французской Бургундии, с её коллекцией экзотических инструментов, обеспечила наилучшие условия для работы над альбомом. Спустя год альбом был записан и одновременно выпущен издательствами Menart в Хорватии и Metropolis в Сербии. Авторство некоторых песен разделили с Рундеком остальные члены группы. В ходе турне по продвижению нового альбома, группа была дополнена ещё тремя музыкантами и окончательно превратилась в Darko Rundek & Cargo Orkestar.

## Darko Rundek & Cargo Orkestar/Rundek Cargo Trio
Проект изначально возник из авторских песен Дарко Рундека, богатых содержанием и зрительными образами. Музыканты из нового коллектива сплотили музыкальную традицию с открытостью к влиянию самых разных музыкальных направлений: балканской, центрально-европейской и средиземноморской музыки, регги, латиноамериканских, восточных и африканских мотивов.
Изабель (скрипачка из Швейцарии), Джани Перван (ударник), Душан Вранич (пианист), Ведран Петернел (звуковой дизайнер) и Дарко провели десятидневную импровизационную сессию на перестроенной водяной мельнице Изабель на окраине бургундской деревушки. Когда музыканты, наконец, сложили свои инструменты, у них уже имелась основа для альбома Ruke (что засвидетельствовала камера Биляны Туторов, видео-показы которой стали особенностью концертов Cargo Orkestar). Трубач Игор Павлица (давний приятель Рундека по Haustor-у и сольному периоду), Эммануэль Ферраз (тромбонист) и басист Бруно Арнал присоединились к Cargo Orkestar в ходе промотура в 2002-м.
В 2004-м альбом Ruke был выпущен берлинским издательством Piranha Musik и пущен в продажу в 25 странах. Концертный альбом Zagrebacka magla вышел в 2004-м под лейблом Menart-Zagreb, а альбом Mhm A-Ha Oh Yeah Da-Da был выпущен в 2006-м издательством Piranha. Альбом Plavi avion был выпущен издательством Menart-Zagreb в 2010 году.
В настоящее время коллектив Дарко Рундека выступает в сокращенном формате Rundek Cargo Trio со скрипачкой Изабель и музыкантом-универсалом Душаном Враничем. На своих концертах Rundek Cargo Trio сочетает новые и старые произведения из богатого репертуара Рундека, поддерживая в зале атмосферу интриги и непредсказуемости. Неформальная атмосфера и открытость к контакту с публикой отличают выступления коллектива, как в малых концертных залах, так и на больших стадионах.

## Театр, кино и радио
В 1982-м Дарко Рундек получил диплом театрального режиссёра в Академии драматического искусства в Загребе. Его дипломной работой была постановка America Hurrah! по произведению драматурга Жана-Клода ван Итали. Рундек поставил несколько пьес, выступив в некоторых из них и в качестве актёра. Однако главный вклад Рундека в театре — вклад композитора, написавшего больше 30 произведений, как для детского театра, так и для крупных международных постановок.
Дарко Рундек написал и продюсировал большое число музыкальных произведений для кинематографа, где также иногда выступал в качестве актёра. За роль Хермана в фильме Бургерхофа Ruševine получил награду как лучший актёр мужчина в Словении.
В период с 1982-го по 1991-й годы Дарко Рундек выступил режиссёром порядка 50 радиопостановок и документальных программ для отдела драмы радио Загреба, для которого он также писал и музыку. Некоторые из постановок представляли радио Загреб на различных международных фестивалях: Prix Italia, Premios Ondas and Prix Futura.